# Stanisław Łakomiec
Stanisław Łakomiec (ur. 12 marca 1961 w Masłowie) – polski pięściarz, czterokrotny mistrz kraju, uczestnik Mistrzostw Europy, były trener kadry narodowej seniorów Polskiego Związku Bokserskiego.
Początkowo bronił barw Błękitnych Kielce. W 1982 roku w mistrzostwach Polski rozegranych w Poznaniu sięgnął po złoty medal w wadze średniej pokonując w finale Józefa Łebedyńskiego. W 1984 roku już w wadze półciężkiej po raz drugi został mistrzem Polski. Sukces ten powtórzył później jeszcze dwukrotnie, już jako zawodnik Gwardii Warszawa. Jego głównym rywalem na krajowym ringu był Henryk Petrich.
Czterokrotnie wygrał Turniej im. Feliksa Stamma. Po raz pierwszy w 1982 roku, w wadze średniej, pokonując Henryka Petricha. Kolejne zwycięstwa odniósł w wadze półciężkiej w latach 1983, 1986 i 1987. W 1982 roku został wybrany najpopularniejszym sportowcem województwa kieleckiego w plebiscycie Słowa Ludu.
Czterokrotnie brał udział w Mistrzostwach Europy. Po raz pierwszy wystartował w 1983 roku w turnieju rozegranym w Warnie docierając w nim do ćwierćfinału. Kolejny występ zakończył w eliminacjach, a w dwóch ostatnich doszedł do 1/4 finału.
W maju 1982 roku uczestniczył w mistrzostwach świata w Monachium. Pokonał Czechosłowaka Ivana Gondę, następnie przegrał z Finem Tarmo Uusivirtą.
Po zakończeniu kariery zawodniczej nie chciał rozstawać się ze sportem. Uzyskał licencję trenerską i rozpoczął treningi z młodzieżą. Następnie prowadził także Gwardię Warszawa. W grudniu 2008 roku został trenerem kadry narodowej seniorów Polskiego Związku Bokserskiego, zastępując Ludwika Buczyńskiego, który prowadził reprezentację przez osiem lat. Z funkcji tej Łakomiec został odwołany pod koniec czerwca 2011 roku. Powodem zwolnienia był słaby start reprezentacji Polski w mistrzostwach Europy.